# Open Air Theatre
Open Air Theatre i Regent's Park er et friluftsteater i City of Westminster i London. Teateret er et sommerteater som har åbent i tre til fire måneder om året. Det blev etableret i 1932 af Sydney Carroll og Robert Atkins.
Teateret bruges hovedsageligt af New Shakespeare Company. Hver sæson består gerne af en opsætning af A Midsummer Night's Dream, et andet skuespil af Shakespeare, en musical og en børneforestilling. Ofte spiller de samme skuespillere i flere eller alle af opsætningerne.
Teateret ligger centralt i Regent's Park, og er omgivet af parklandskabet. Det har 1.200 sæder.

## Eksterne links
- Open Air Theatre Arkiveret 4. november 2020 hos  Wayback Machine

51°31′43″N 0°09′18″V / 51.5286°N 0.155°V